# Ordiarp
Ordiarp en francés, Urdiñarbe en euskera, es una localidad y comuna francesa situada en el departamento de Pirineos Atlánticos, en la región de Aquitania y en el territorio histórico vascofrancés de Sola.
La iglesia de San Miguel, de Ordiarp es un edificio del siglo XII declarado monumento histórico en 1922.

## Demografía
| Gráfica de evolución demográfica de Ordiarp entre 1800 y 2012 |
|                                                               |

Fuentes: Ldh/EHESS/Cassini e INSEE.